# Amphinotus pygmaeus
Amphinotus pygmaeus är en insektsart som beskrevs av Hancock, J.L. 1915. Amphinotus pygmaeus ingår i släktet Amphinotus och familjen torngräshoppor. Inga underarter finns listade i Catalogue of Life.